# Rüdiger Geserick
Rüdiger Kurt Geserick (* 27. März 1955 in Hamburg) ist ein deutscher Manager.

## Leben
Geserick begann 1984 im Handelshaus Helm in seiner Heimatstadt. Danach war er in Frankfurt am Main für die  Metallgesellschaft tätig. Es folgten Auslandsaufenthalte in Belgien, in den USA und in der Schweiz. Für die Austria Creditanstalt in Wien leitete Rüdiger Geserick acht Jahre als Vorstandsmitglied und Bankdirektor die AWT AG, das Handelshaus der Bankengruppe.
Von 2005 bis 2020 war Geserick Vorsitzender der Geschäftsführung der SKW Stickstoffwerke Piesteritz in Lutherstadt Wittenberg. Geserick ist in verschiedenen Gremien tätig: Er ist Mitglied im Wirtschaftsbeirat Sachsen-Anhalt, im Beirat der Verbundnetz Gas AG in Leipzig und Beiratsmitglied der Sachsen Bank.
Rüdiger Geserick engagierte sich für hilfsbedürftige Kinder und Jugendliche in Wittenberg und in Sachsen-Anhalt. Es wurden unter anderem Projekte der Kindersuchthilfe und zur Unterstützung krebskranker Kinder gefördert.
Ihm wurde 2012 das Bundesverdienstkreuz am Bande verliehen. Seit 2022 ist er Ehrenbürger von Wittenberg.
Geserick ist verheiratet und hat vier Kinder.